# Municipio de Shoals
El municipio de Shoals (en inglés: Shoals Township) es un municipio ubicado en el  condado de Surry en el estado estadounidense de Carolina del Norte. En el año 2010 tenía una población de 2.032 habitantes.

## Geografía
El municipio de Shoals se encuentra ubicado en las coordenadas 36°18′16.5″N 80°29′26.21″O / 36.304583, -80.4906139.